# Legend-Klasse (2008)
Die Cutter der Legend-Klasse, auch bekannt als National Security Cutter und Maritime Security Cutter Large, sind die größte aktive Patrouillenschiff-Klasse der United States Coast Guard. Die Schiffsklasse wurde durch das „Integrated Deepwater System Program“ entwickelt. Es handelt sich um hochseetaugliche Schiffe für langdauernde Missionen. Sie verfügen über ein Landedeck und zwei Helikopterhangars und ein 57 × 438 mm Bofors Geschütz. Ihre Elektronik ist vom Aegis-System abgeleitet und soll eine enge Zusammenarbeit mit der United States Navy ermöglichen.

## Geschichte
Bei der US-amerikanischen Küstenwache wird fast jedes Wasserfahrzeug unabhängig vom tatsächlichen Bootstyp „Cutter“ genannt. Ursprünglich waren für diese Zwecke tatsächlich gesegelte Kutter verwendet worden. Die traditionelle Rumpfbezeichnung ist im Laufe der Zeit zu der Funktionsbezeichnung „Fahrzeug der Küstenwache“ geworden.
Das erste Schiff der Klasse, die Bertholf, ist seit 4. August 2008 in Dienst. Zehn Schiffe wurden gebaut und das letzte 2024 in Dienst gesetzt. Der Bau eines elften Schiffs wurde 2021 begonnen und 2025 ergebnislos beendet.
Die Cutter der Legend-Klasse ersetzten die aus den 1960er Jahren stammenden Cutter der Hamilton-Klasse.

## Schiffe der Legend-Klasse
- USCGC Bertholf (WMSL-750, in Dienst seit 2008)
- USCGC Waesche (WMSL-751, in Dienst seit 2010)
- USCGC Stratton (WMSL-752, in Dienst seit 2012)
- USCGC Hamilton (WMSL-753, in Dienst seit 2014)
- USCGC James (WMSL-754, in Dienst seit 2015)
- USCGC Munro (WMSL-755, in Dienst seit 2017)
- USCGC Kimball (WMSL-756, in Dienst seit 2018)
- USCGC Midgett (WMSL-757, in Dienst seit 2019)
- USCGC Stone (WMSL-758, in Dienst seit 2020)
- USCGC Calhoun (WMSL-759, in Dienst seit 2024)
- Friedman (WMSL-760, nicht fertiggestellt)[5]